# Морткович, Якуб
Якуб Морткович (пол. Jakub Mortkowicz, 25 марта 1876, Опочно, Лодзинское воеводство — 9 августа 1931, Варшава) — польский книгоиздатель и книготорговец.

## Биография
Он родился в семье польских евреев в Опочно; отца звали Элиаш. Юный Якуб окончил среднюю школу в Радоме. Затем он учился в Мюнхене, Брюсселе и Антверпене, где окончил Торговую академию и был членом Ассоциации польских студентов (Stowarzyszenie Polskich Studentów) и Федерации социалистической молодёжи (Związek Młodzieży Socjalistycznej). Вернувшись в Польшу, он работал на Ипполита Вавельберга и вступил в Польскую социалистическую партию. За социалистическую деятельность Якуб Морткович был заключён в Варшавскую цитадель, а затем наказан принудительной ссылкой на Кавказ.
В 1903 году, вернувшись в Варшаву, Морткович и Теодор Теплиц основали Mortkowicz Towarzystwo Wydawnicze w Warszawie Sp. Akc., одну из важнейших книжных компаний в довоенной Польше. В 1931 году Якуб покончил жизнь самоубийством. Якуб Морткович был похоронен на Еврейском кладбище в Варшаве.
Он был женат на переводчице Янине Морткович. Их дочь Ханна Морткович-Ольчакова была писательницей, как и её дочь Иоанна Ольчак-Роникер.

## Библиография

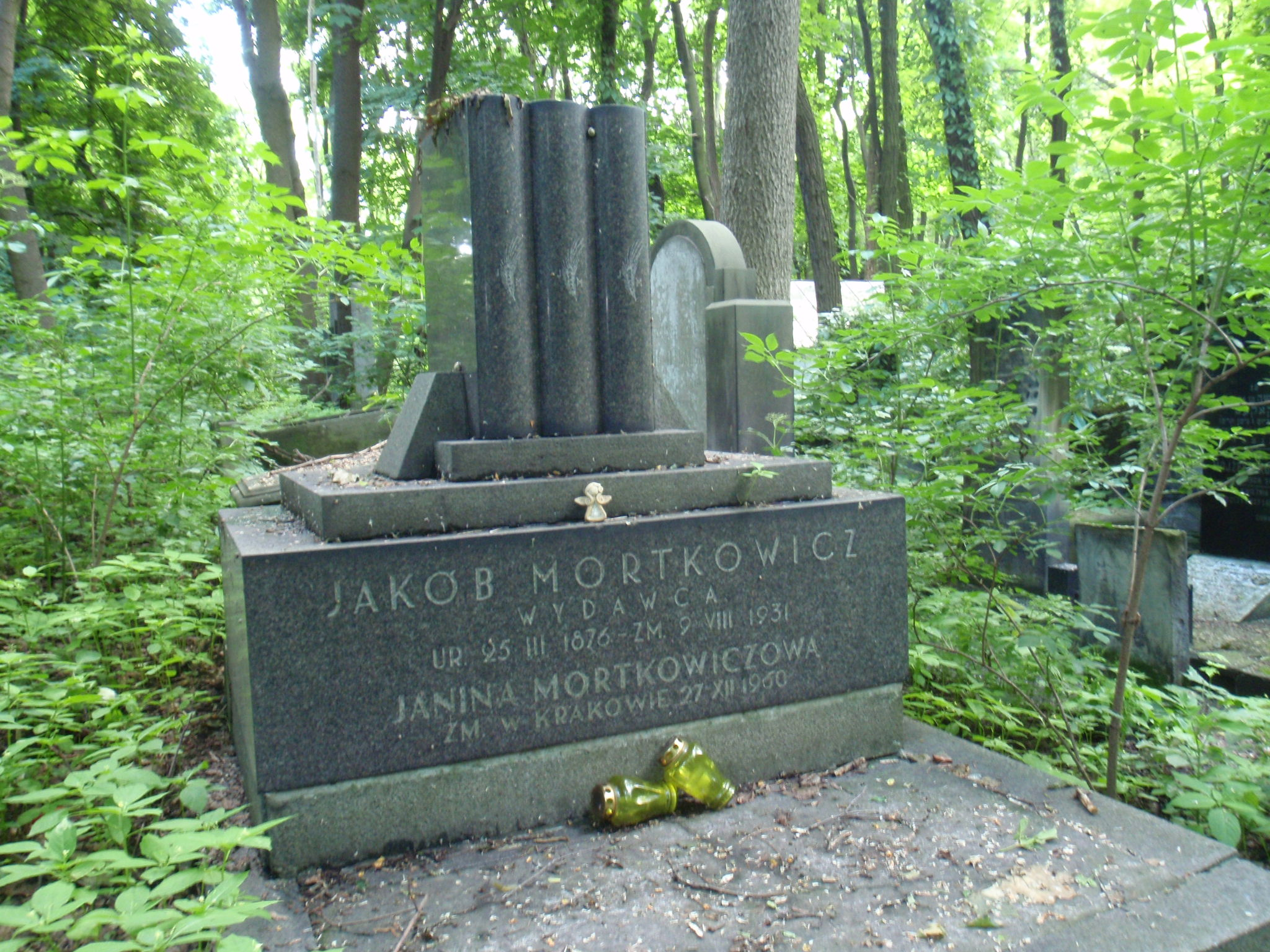
Могила Якуба Мортковича и его жены Янины на еврейском кладбище в Варшаве.